# Léonce Cohen
Pour les articles homonymes, voir Cohen.
Léonce Cohen est un compositeur français né le 12 février 1829 à Paris et mort dans la même ville le 25 février 1901.

## Biographie
Cohen vient d'une famille alsacienne de marchands. Son père hérite d'un magasin de porcelaine à Paris, rue de Bondy (actuelle rue René-Boulanger), et plus tard est le premier directeur de l'Hôpital Rothschild. Sa mère, Merline Weil (1805-1875), était la sœur de l'écrivain Godcheaux Weil, connu sous le nom de Ben-Lévy, le cousin d'Adolphe Crémieux, et la grand-tante de Henri Bergson et Marcel Proust.
A treize ans, Cohen commence sa formation au Conservatoire de Paris, où il se spécialise dans le violon. En outre, il suit également la classe d'orgue de François Benoist et étudie la composition avec Aimé Leborne. Il remporte le Prix de Rome en 1852 avec la cantate Le Retour du Virginie d'après Bailly du Rollet.
Pendant ses études, Cohen est violoniste au Théâtre italien de Paris. Après son séjour à Rome, il compose une messe solennelle, applaudie par Jacques Fromental Halévy. À son retour à Paris en 1855, il rejoint, comme violoniste, le Théâtre Italien mais également le Théâtre du Vaudeville. À partir de 1875, il travaille comme altiste à la Société des concerts du Conservatoire.
En 1858, son opérette Mam'zelle Jeanne est créée au Théâtre des Bouffes-Parisiens, suivie en 1866, de Bettina. En 1862, il publie son École du musicien, ou solfège théorique et pratique, avec accompagnement de piano, qu'il dédie à Ambroise Thomas.